# Erzglanzmotten
Die Erzglanzmotten (Heliozelidae) sind eine Familie der Schmetterlinge (Lepidoptera). Sie kommen weltweit, außer in Neuseeland, mit ca. 100 Arten vor. 

## Merkmale
Die Falter erreichen Flügelspannweiten von nur fünf bis neun Millimetern. Sie haben langgestreckte Körper und schmale Vorderflügel, die mehr als dreimal so lang, wie breit sind. Sie sind überwiegend metallisch (meist gräulich-bronzefarben oder dunkel kupfern) glänzend. Die Hinterflügel sind ebenfalls schmal und langgestreckt und haben lange Fransen. Die fadenförmigen Fühler erreichen etwa 60 bis 70 % der Vorderflügellänge. Die Falter haben keine Punktaugen (Ocelli). Ihre fünfgliedrigen Maxillarpalpen sind stark zurückgebildet, ihr Saugrüssel ist gut entwickelt und an der Basis beschuppt. 
Die Vorderflügeladerung variiert von schlecht zu gut entwickelt. Sie haben neun Flügeladern mit einer Analader (1b). Die Hinterflügel haben eine zurückgebildete Flügeladerung, bestehend aus sieben bis neun Adern mit einer oder zwei Analadern (1b oder 1b und 1c).

## Lebensweise
Die Falter sind tagaktiv.
Die Raupen leben als Minierer entweder nur in Blättern oder fressen sich vom Inneren von Zweigen bis in ein Blatt vor. Für die Verpuppung schneiden sie ein ovales Stück eines Blattes aus und verspinnen die Ränder, damit sie sich darin verpuppen können. Zuvor lassen sie sich aber damit von der Pflanze auf den Boden fallen.

## Systematik
Die Familie der Erzglanzmotten ist in Europa mit acht Arten vertreten. Im deutschsprachigen Raum kommen davon sieben Arten vor.
- Antispilina ludwigi M. Hering, 1941 D
- Antispila metallella (Denis & Schiffermüller, 1775) D-CH-A
- Antispila treitschkiella (Fischer v. Röslerstamm, 1843) D-CH-A
- Heliozela sericiella (Haworth, 1828) D-CH-A
- Heliozela resplendella (Stainton, 1851) D-CH-A
- Heliozela hammoniella Sorhagen, 1885 D-A
- Heliozela lithargyrellum (Zeller, 1850) D?
- Holocacista rivillei (Stainton, 1855)